# إسماعيل غونسالفيس
إسماعيل غونسالفيس (مواليد 25 يونيو 1991) هو لاعب كرة قدم غيني بيساوي.

## وصلات خارجية
- إسماعيل غونسالفيس على موقع رابطة كرة القدم اليابانية للمحترفين (اليابانية)
- إسماعيل غونسالفيس على موقع رابطة كرة القدم الفرنسية للمحترفين (الإنجليزية)
- إسماعيل غونسالفيس على موقع قاعدة بيانات كرة القدم.إي يو (الإنجليزية)
- إسماعيل غونسالفيس على موقع ليكيب (الفرنسية)
- إسماعيل غونسالفيس على موقع ناشيونال فوتبول تيمز (الإنجليزية)
- إسماعيل غونسالفيس على موقع Soccerway.com (الإنجليزية)
- إسماعيل غونسالفيس على موقع عالم كرة القدم.نت (الإنجليزية)
- إسماعيل غونسالفيس على موقع AS.com (الإسبانية)